# Phlégias
Dans la mythologie grecque, Phlégias ou Phlégyas (en grec ancien Φλεγύας / Phlegúas) est roi des Lapithes ou des Phlégiens. Père de Coronis, il est châtié aux enfers. Dans la Divine Comédie de Dante, Phlégias fait traverser le Styx à l'auteur et Virgile.

## Étymologie
Le nom « Phlégias » vient du verbe φλέγω / phlégō, signifiant « brûler » en grec ancien,.

## Mythe grec

### Famille
Selon Pausanias, Phlégias est le petit-fils d'Almos. Ce dernier a deux filles, Chrysogénie et Chrysé. Phlégias est ainsi le fils de Chrysé et Arès. Pour le pseudo-Apollodore, il est le fils d'Arès et de Dotis de Béotie.
Phlégias est le père de la nymphe Coronis et le grand-père d'Asclépios,,. Seul Isyllos d'Épidaure évoque la mère de Coronis : Cléophème, fille de Malus et de la muse Érato.
Pour Strabon, Phlégias est le frère d'Ixion ; pour d'autres, Ixion est son fils.
Chez Nonnos de Panopolis, Hyménée est le fils de Phlégyas.
Pausanias ne donne à Phlégias aucune descendance. C'est aussi le cas dans la Bibliothèque de pseudo-Apollodore, où il est tué par les frères Lycos et Nyctée.

### Royaume des Phlégiens
D'après Pausanias, Phlégias succède à Étéocle, n'ayant pas d'enfants. Il est à l'origine du peuple des Phlégiens, composés des hommes les plus belliqueux de Grèce : faisant d'abord partie des Orchoméniens, en Béotie, ils s'en séparent. Phlégias donne à son pays le nom de Phlégiantide, et fonde la cité mythique éponyme de Phlégias.

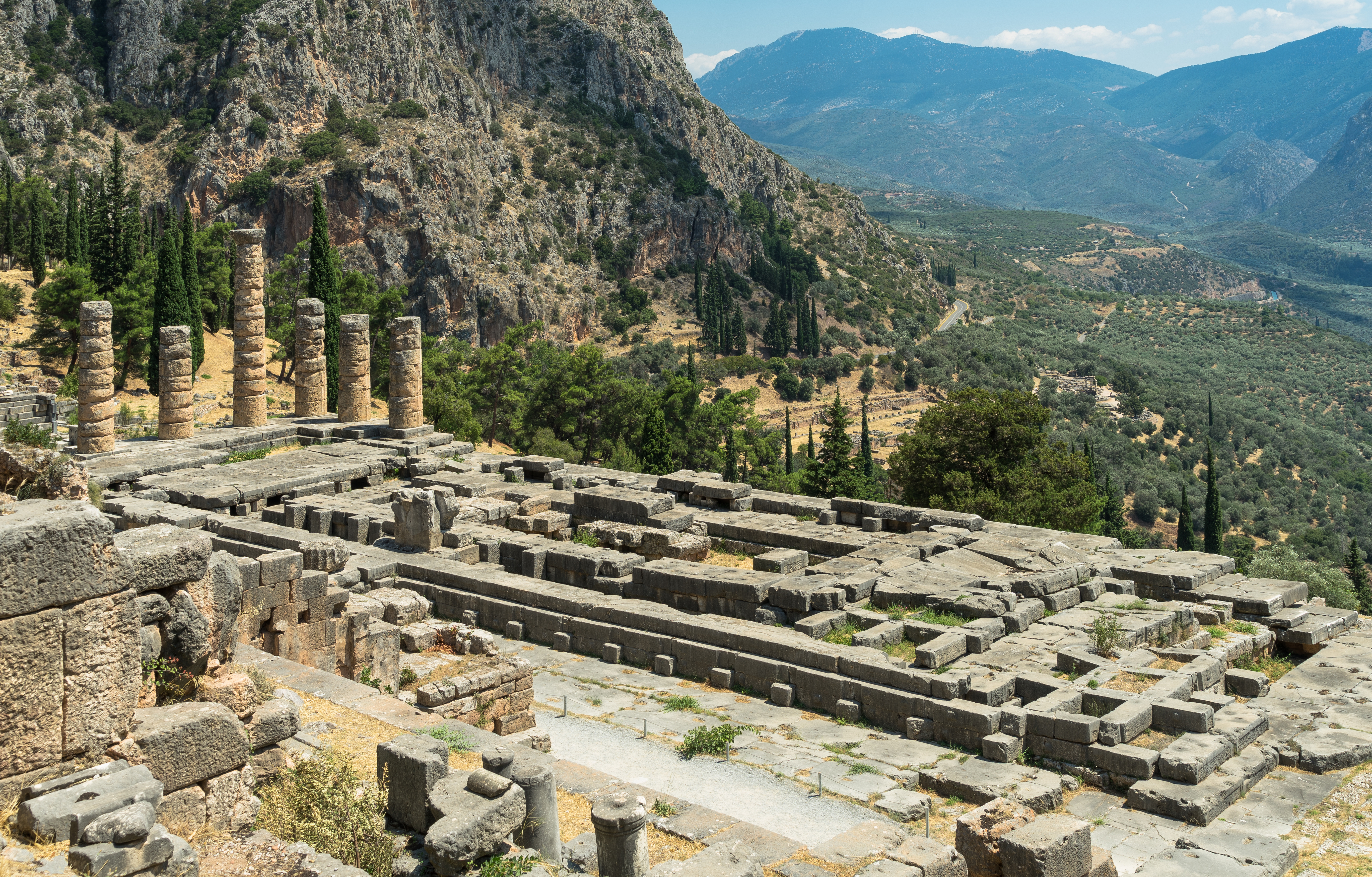
Ruines du temple d'Apollon du sanctuaire de Delphes.

Peuple belliqueux, cité dans l'Iliade d'Homère, les Phlégiens attaquent et pillent leurs voisins, notamment le sanctuaire de Delphes. La ville est saccagée et les soldats Argiens menés par Philammon, venus défendre le temple, sont tués. Les dieux punissent les Phlégiens, qui sont tués, les quelques survivants étant dispersés en Phocide. Phlégias meurt sans descendance, le trône revenant à son cousin Chrysès, fils de Poséidon et Chrysogénie, père de Minyas.
Pour Strabon, les Phlégiens correspondent aux habitants de Gyrtón, en Thessalie.
Selon le Premier Mythographe du Vatican, les Phlégiens constituent un peuple insulaire, impie, puni par Neptune qui les noie.

### Mort de Coronis et supplice

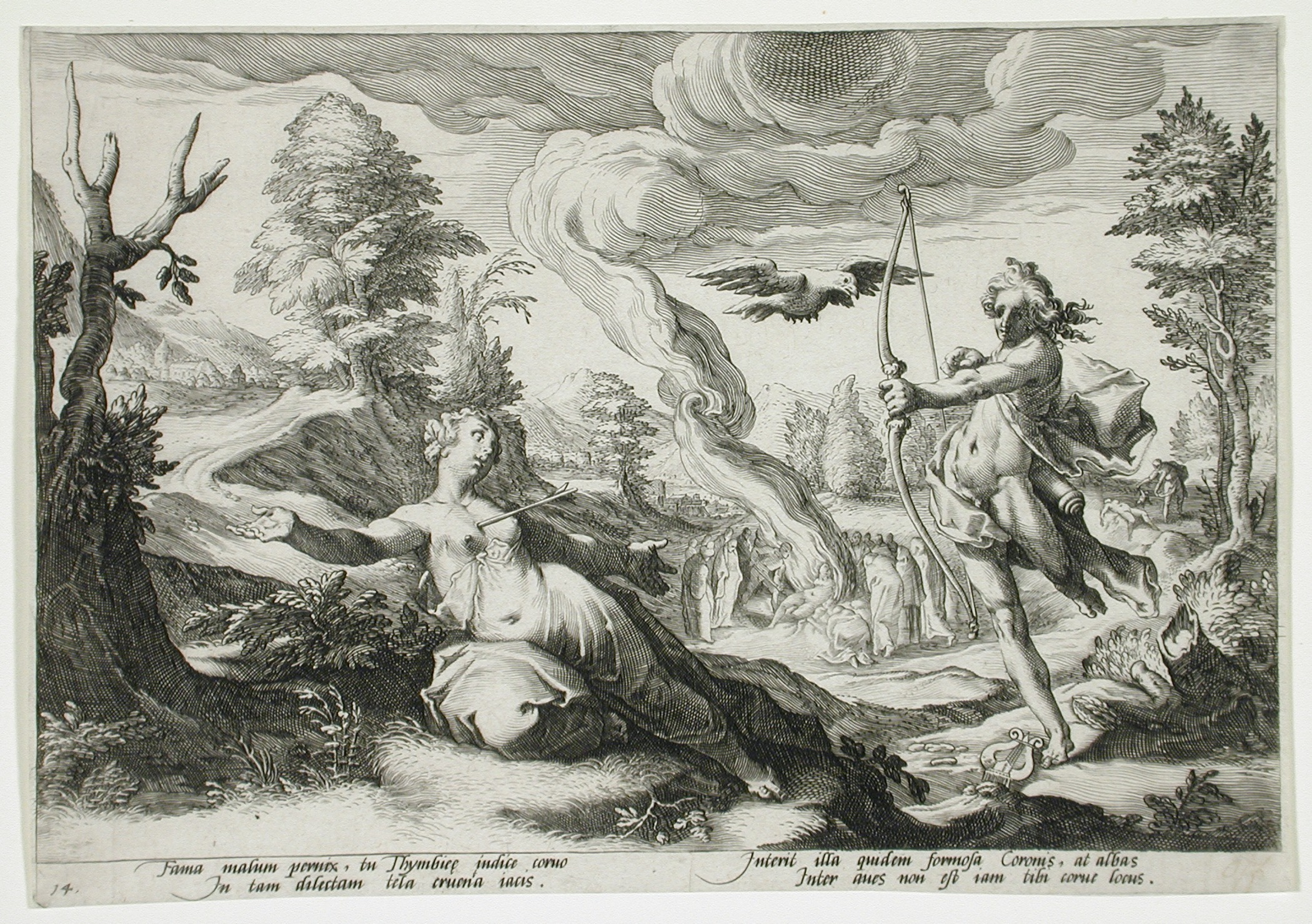
Apollon tuant Coronis. Gravure d'Hendrik Goltzius pour les Métamorphoses d'Ovide, 1590.

Coronis, s'étant unie à Apollon et portant son enfant, le trompe avec l'Arcadien Ischys, fils d'Élatos. Selon Pindare, c'est le dieu lui-même qui se rend compte de l'affaire ; dans les Métamorphoses, un corbeau informe Apollon. Ce dernier envoie sa sœur Artémis tuer Coronis : la déesse fait subir aux habitants de la région une grave épidémie, qui tue la nymphe ; Ovide raconte que le dieu lui-même transperce la jeune femme d'une flèche.
Selon une autre version, Apollon viole Coronis. Furieux, Phlégias se rend à Delphes et incendie le temple d'Apollon. Ce dernier le punit et le précipite immédiatement d'une flèche au Tartare pour y subir un supplice éternel.
Dans l'Énéide de Virgile, une sybille traversant les enfers avec Énée évoque Phlégias, supplicié au Tartare, avertissant de ne pas reproduire son crime d'hybris,,.
Dans la Thébaïde de Stace, Phlégias est enseveli dans une roche par Mégère (l'une des Érinyes) et affamé en face d'un festin répugnant,.

## Dans l'œuvre de Dante

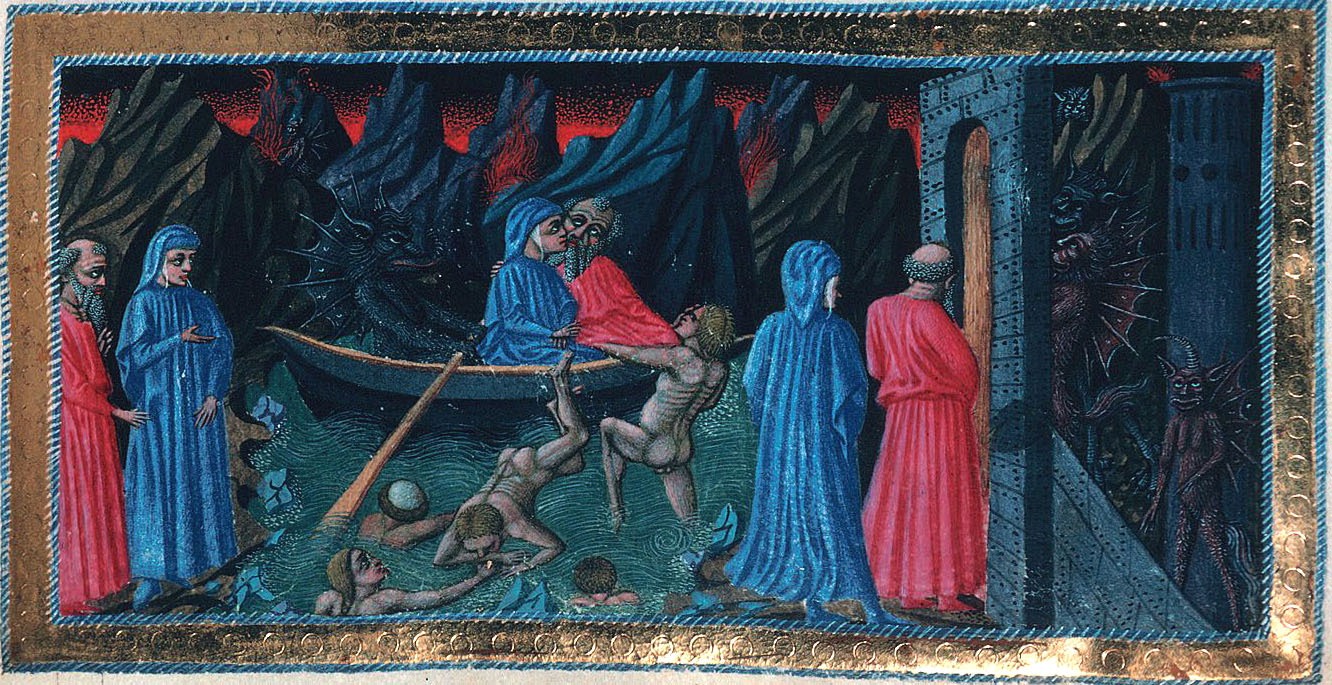
Phlégias (en démon) convoyant Virgile et Dante jusqu'aux portes de la cité de Dité. Enluminure attribuée à Priamo della Quercia, entre 1444 et 1450.

Phlégias apparait au Chant VIII de l'Enfer, dans la Divine Comédie de Dante. L'auteur en fait le passeur du Styx, vers la cité de Dité. Dans le texte, il transporte sur sa barque Virgile et Dante. Il est le gardien du Cinquième cercle de l'Enfer, celui des Colériques : ce choix peut être expliqué par le fait que Phlégias lui-même succombe à sa colère en commettant son acte d'hybris,.

## Dans les arts

### Arts plastiques
Eugène Delacroix représente Phlégias dans le tableau La Barque de Dante en 1822. Il reprend le thème de la traversée du Styx dans la Divine Comédie, avec Phlégias en passeur, de dos. Sa posture et le modelé de son corps s'inspire du Torse du Belvédère. Cette œuvre est copiée par plusieurs artistes, dont Adolphe-Félix Cals, Édouard Manet ou Paul Cézanne.
Dans le vitrail Le Triomphe de Dante (1851-1853) de Giuseppe Bertini, une des scènes (tirées de la Divine Comédie) représente Phlégias convoyant Dante et Virgile jusqu'à la cité de Dité.
Phlégias apparait dans certaines illustrations de la Divine Comédie. Dans une enluminure datant d'entre 1444 et 1450 illustrant le Chant VIII par le peintre et enlumineur italien Priamo della Quercia, Phlégias apparait sous la forme d'un démon conduisant la barque. Il apparait aussi plusieurs fois dans les gravures de Gustave Doré.

L'artiste Gérard Garouste reprend en 1986 le thème de la Divine Comédie et la peinture de Delacroix dans son tableau figuratif Phlegyas, Dante et Virgile, exposé au Centre Pompidou.

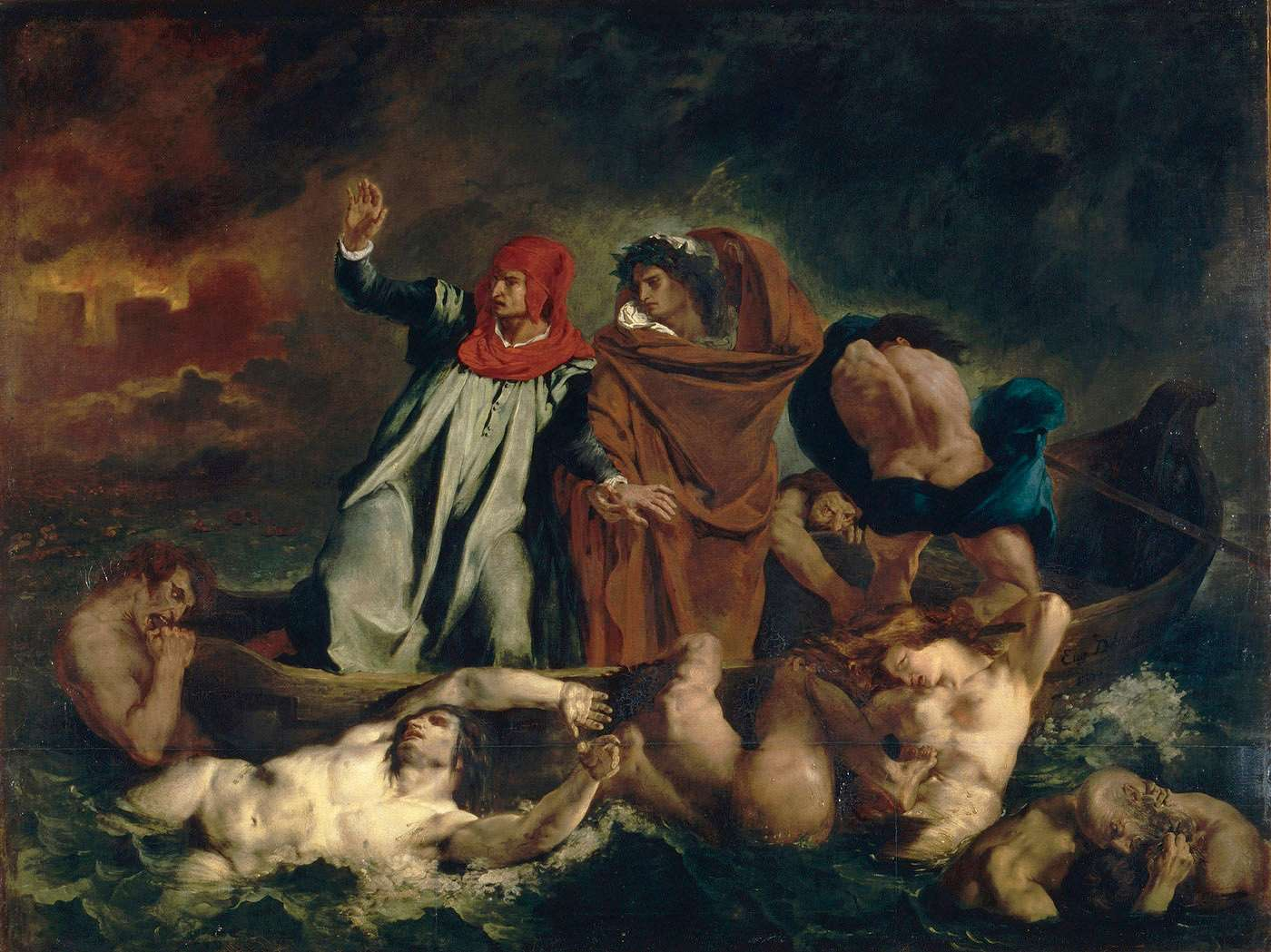
Dante et Virgile aux enfers, dit aussi La Barque de Dante, Eugène Delacroix, 1822.
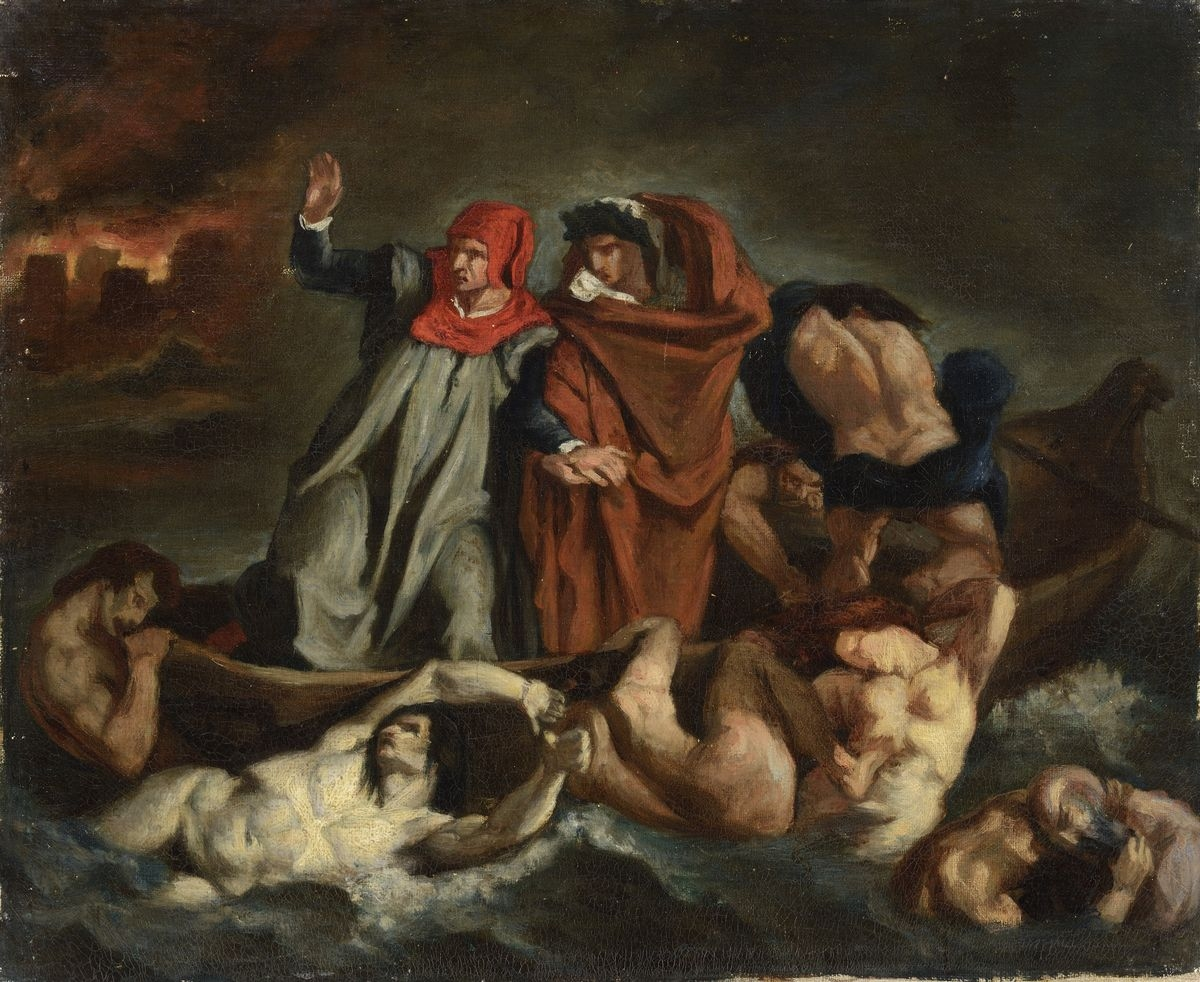
La Barque de Dante d'après Delacroix, copie d'Édouard Manet, entre 1854 et 1858.
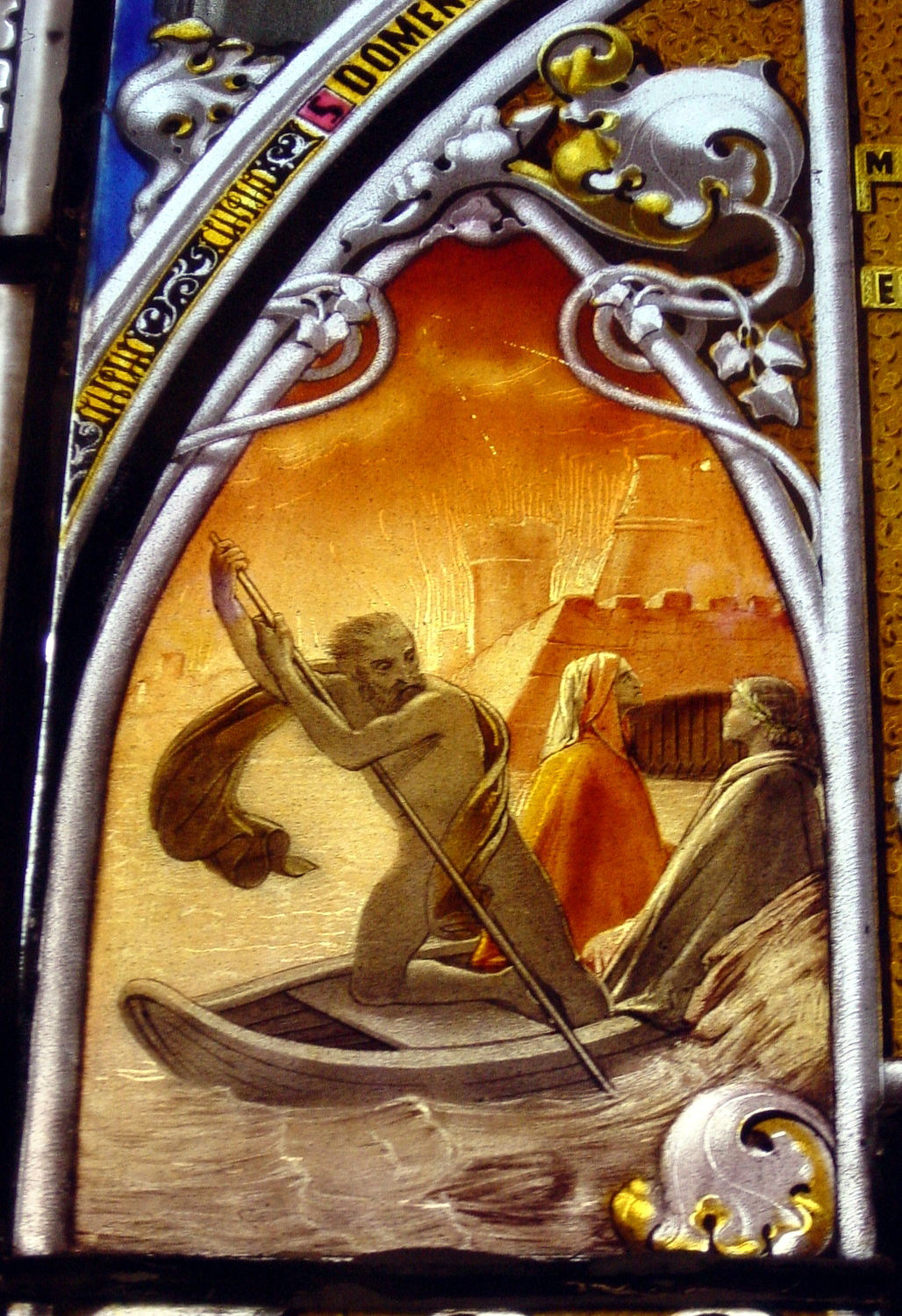
Dante et Virgile portés par Phlégias dans sa barque. Scène du vitrail Le Triomphe de Dante de Giuseppe Bertini, entre 1851 et 1853.
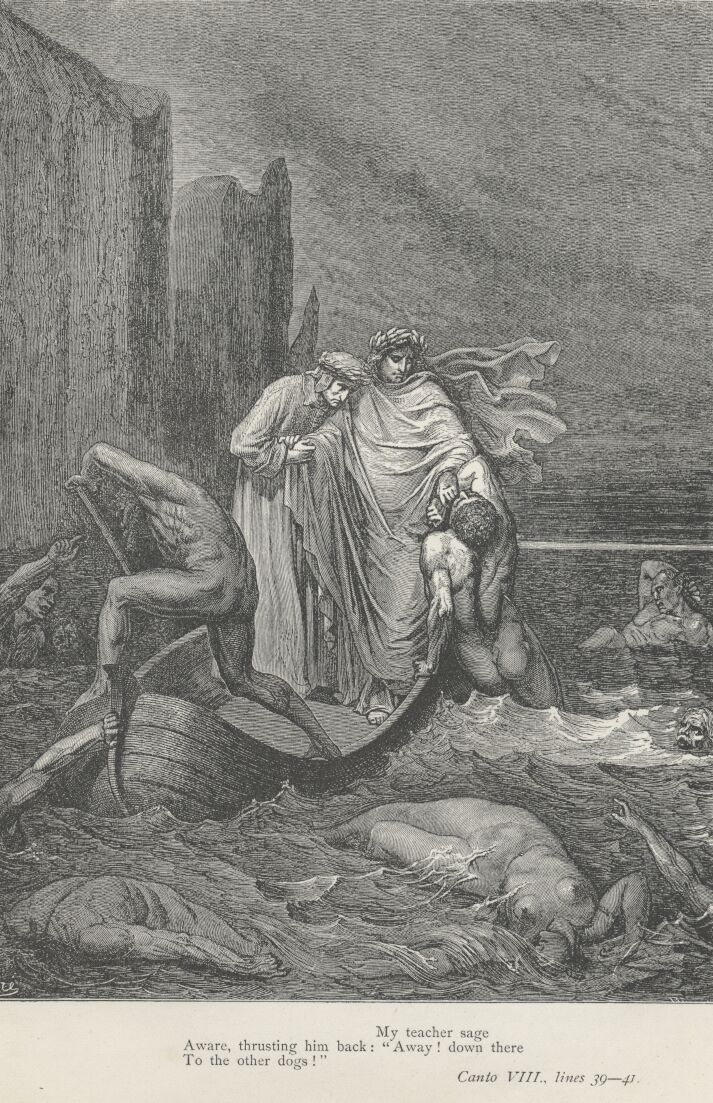
Phlégias faisant traverser le Styx à Virgile et Dante dans la Divine Comédie. Gravure de Gustave Doré, 1861.
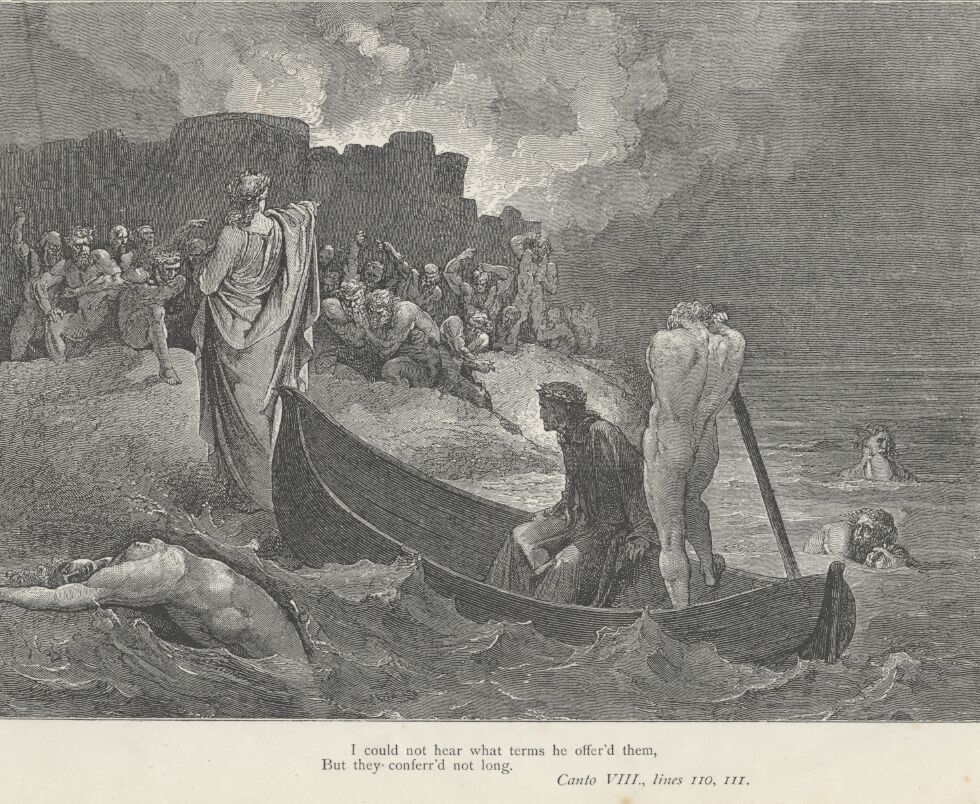
Virgile et Dante débarquant du bateau de Phlégias dans la Divine Comédie. Gravure de Gustave Doré.

### Jeux vidéo
Dans Dante's Inferno (2010), Phlégias apparait comme un colosse de pierre. Il attaque le joueur, qui peut le contrôler afin de se frayer un chemin jusqu'à la cité de Dité,.